# Chris Finch
Christopher Scott Finch, detto Chris (Cambridge, 6 novembre 1969), è un ex cestista e allenatore di pallacanestro statunitense.

## Carriera
Ha guidato la Gran Bretagna ai Giochi olimpici di Londra 2012 e a due edizioni dei Campionati europei (2009, 2011).

## Statistiche

### Allenatore
| Stagione | Squadra            | Regular Season | Regular Season | Regular Season | Regular Season | Regular Season              | Post Season                                             |
| Stagione | Squadra            | V              | P              | % V            | G              | Posizione finale            | Post Season                                             |
| -------- | ------------------ | -------------- | -------------- | -------------- | -------------- | --------------------------- | ------------------------------------------------------- |
| 2020-21  | Minnesota T'wolves | 16             | 25             | 39,0           | 41             | 4º nella Northwest Division | Manca i play-off                                        |
| 2021-22  | Minnesota T'wolves | 46             | 36             | 56,1           | 82             | 3º nella Northwest Division | Sconfitto al Primo Round dai Grizzlies (2-4)            |
| 2022-23  | Minnesota T'wolves | 42             | 40             | 51,2           | 82             | 2º nella Northwest Division | Sconfitto al Primo Round dai Nuggets (1-4)              |
| 2023-24  | Minnesota T'wolves | 56             | 26             | 68,3           | 82             | 3º nella Northwest Division | Sconfitto alle Finali di Conference dai Mavericks (1-4) |
|          | Carriera           | 160            | 127            | 55,7           | 287            |                             |                                                         |

## Palmarès

### Allenatore

#### Squadra
- Campionato belga: 1

Bree: 2004-05
- Campione NBDL (2010)

#### Individuale
- Dennis Johnson Coach of the Year Award (2010)